# Mini Ninjas (serie animata)
Mini Ninjas è una serie televisiva animata francese ispirata all'omonimo videogioco. Si compone di due stagioni da 52 episodi ciascuna, la prima è stata trasmessa in Francia su TF1 dal 22 marzo 2015 e in Italia su Rai Gulp dal 22 dicembre 2014. La seconda stagione è stata trasmessa su Rai Gulp dal 18 agosto 2019.

## Personaggi
Hiro
Doppiato da: Stefano Broccoletti (ed. italiana)
Suzume
Doppiata da: Emanuela Ionica (ed. italiana)
Futo
Doppiato da: Francesco Falco (ed. italiana)
Fox
Kunoichi
Doppiata da: Jennifer Fantoni (ed. italiana)
Shun
Doppiato da: Simone Marzola (ed. italiana)
Maestro
Doppiato da: Riccardo Rovatti (ed. italiana)
Shoko
Doppiata da: Joy Saltarelli (ed. italiana)
Ashida
Doppiato da: Michele Carli (ed. italiana)
Kitsune
Doppiato da: Emiliano Reggente (ed. italiana)

## Episodi

### Prima stagione
| Nº | Titolo francese       | Titolo italiano                       |
| -- | --------------------- | ------------------------------------- |
| 1  |                       | Il riflesso di Hiro                   |
| 2  | La fleur de Fugusashi | Il fiore di Fugasashi                 |
| 3  |                       | Un pesce di nome Hiro                 |
| 4  |                       | Dobotsu Sama                          |
| 5  |                       | La pergamena                          |
| 6  |                       | Il murikabin                          |
| 7  |                       | Bamboom                               |
| 8  |                       | Il Pandakuji                          |
| 9  |                       | L'armatura di Kuro Zawa               |
| 10 |                       | Un gioco da bambini                   |
| 11 |                       | La canna più resistente               |
| 12 |                       | Hiro la rana                          |
| 13 |                       | L'Odissea del Ninja Raft              |
| 14 |                       | Ninja da laboratorio                  |
| 15 |                       | La via del riso                       |
| 16 |                       | Ninja e ladri                         |
| 17 |                       | Il samurai del tramonto               |
| 18 |                       | Il maestro è scomparso                |
| 19 |                       | Il tempo sospeso                      |
| 20 |                       | Cercasi Dakko disperatamente          |
| 21 |                       | La fuga di Kitsune                    |
| 22 |                       | I desideri del vento                  |
| 23 |                       | Suzume contro Suzume                  |
| 24 |                       | Mini Fantasmi                         |
| 25 |                       | Il samurai goloso                     |
| 26 |                       | Orsi e miele                          |
| 27 |                       | Futo o non Futo                       |
| 28 |                       | La maschera degli Imperatori          |
| 29 |                       | La via del bonsai                     |
| 30 |                       | Il grande torneo                      |
| 31 |                       | Trappola di ghiaccio                  |
| 32 |                       | Yin Yang                              |
| 33 |                       | Caccia all'orso                       |
| 34 |                       | Pessimo umore                         |
| 35 |                       | Il combattimento tra maestri          |
| 36 |                       | Shoko e gli spiriti                   |
| 37 |                       | La traversata del deserto             |
| 38 |                       | Il Jouhatsu Kuji                      |
| 39 |                       | La perla malefica                     |
| 40 |                       | Due in uno                            |
| 41 |                       | Il Flauto Magico                      |
| 42 |                       | Vittoria goccia a goccia              |
| 43 |                       | Il risveglio di Sagami                |
| 44 |                       | Mini mini Ninja                       |
| 45 |                       | La sciabola di Yamabushi              |
| 46 |                       | Amiche al Ginseng                     |
| 47 |                       | Tigre e Ninja                         |
| 48 |                       | 12 uova, 3 mele e una ciotola di riso |
| 49 |                       | Pazzi per i daïfukus                  |
| 50 |                       | La notte degli ululati                |
| 51 |                       | Il Giga Samurai - Le formiche         |
| 52 |                       | Il Giga Samurai - Il dragone          |

### Seconda stagione
| Nº Fr. | Nº It. | Titolo francese                                                   | Titolo italiano                            |
| ------ | ------ | ----------------------------------------------------------------- | ------------------------------------------ |
| 21     | 1      | Le Bassin des Origines - Partie 1                                 | Il bacino delle origini - prima parte      |
| 22     | 2      | Le Bassin des Origines - Partie 2: Au Coeur du Volcan             | Il bacino delle origini - seconda parte    |
| 1      | 3      | Le Renard Lune                                                    | La Volpe Luna                              |
| 2      | 4      | Complètement marteau                                              | La verità sul martello                     |
| 3      | 5      | La menace Kawaï                                                   | La minaccia Kawai                          |
| 4      | 6      | La colère du Kami                                                 | La collera del Kami                        |
| 5      | 7      | L'enlèvement de Najima                                            | Il rapimento di Najima                     |
| 29     | 8      | En eaux troubles                                                  | In acque profonde                          |
| 6      | 9      | Le sablier du Jikan                                               | La clessidra di Jikan                      |
| 30     | 10     | Les wagons d'Ashida                                               | I vagoni di Ashida                         |
| 7      | 11     | Le vol de Tengu                                                   | Il volo di Tengu                           |
| 8      | 12     | Bains de feu                                                      | Bagni di fuoco                             |
| 24     | 13     | Le Labyrinthe de Namura                                           | Il labirinto di Namura                     |
| 17     | 14     | Tatsu-Koori                                                       | Tatsu Koori                                |
| 9      | 15     | Sanjoru s'est échappé                                             | Sanjoru è scappato                         |
| 10     | 16     | Fantassin Suzume                                                  | Il Samurai Suzume                          |
| 18     | 17     | Au plus malin                                                     | Il finto tonto                             |
| 25     | 18     | Pour que demain n'existe pas Partie 1: La Chute des Ninjas        | Affinché non ci sia domani - prima parte   |
| 26     | 19     | Pour que demain n'existe pas Partie 2: L'Eveil des Ninjas-Mouraïs | Affinché non ci sia domani - seconda parte |
| 14     | 20     | Le gardien                                                        | Il guardiano                               |
| 11     | 21     | Maître Hiro                                                       | Maestro Hiro                               |
| 16     | 22     | La voie du vrai Ninja                                             | La strada del vero Ninja                   |
| 12     | 23     | Le vulnérable Maître                                              | Il segreto del maestro                     |
| 42     | 24     | Un pouvoir qui donne des ailes                                    | Un potere che mette le ali                 |
| 47     | 25     | Futo rodéo                                                        | Il Rodeo di Futo                           |
| 19     | 26     | La danse du riz                                                   | La danza del riso                          |
| 13     | 27     | Le justicier masqué                                               | Il giustiziere mascherato                  |
| 27     | 28     | Le monde miniature                                                | Il mondo in miniatura                      |
| 15     | 29     | Le fils des inventeurs                                            | Il figlio degli inventori                  |
| 32     | 30     | L'ombre d'un doute                                                | L'ombra del dubbio                         |
| 36     | 31     | Soleil éternel                                                    | Sole eterno                                |
| 37     | 32     | Le samouraï qui venait d'ailleurs                                 | Un samurai sconosciuto                     |
| 20     | 33     | Yakudoshi                                                         | Yakudoshi                                  |
| 48     | 34     | Prémonitions                                                      | Premonizioni                               |
| 23     | 35     | Le crépuscule du Maître                                           | Il crepuscolo del maestro                  |
| 28     | 36     | Chefs de guerre                                                   | Condottieri                                |
| 31     | 37     | Pas vu, pas pris                                                  | Adesso mi vedi, adesso non mi vedi         |
| 38     | 38     | Mon ami le Yoraï                                                  | Il mio amico Yorai                         |
| 33     | 39     | Dans la peau de Kitsune                                           | Scambio di corpo                           |
| 49     | 40     | Le bal des amis                                                   | Ballando sul filo del rasoio               |
| 34     | 41     | Le renard doré                                                    | La volpe dorata                            |
| 41     | 42     | Hiro de la jungle                                                 | Hiro della giungla                         |
| 35     | 43     | Grand coeur                                                       | Il Samurai samaritano                      |
| 39     | 44     | Le secret de Sakura                                               | Il segreto di Sakura                       |
| 43     | 45     | Ninjas sous cloche                                                | Ninjas in campagna                         |
| 50     | 46     | L'enfant sauvage                                                  | Il bambino selvaggio                       |
| 45     | 47     | Le fantôme de la forteresse                                       | Il Fantasma della Fortezza                 |
| 44     | 48     | Le rêve de Suzume                                                 | Il sogno di Suzume                         |
| 46     | 49     | La nouvelle voisine                                               | Il nuovo vicino                            |
| 51     | 50     | Dans les nuages                                                   | Tra le Nuvole                              |
| 40     | 51     | L'antre du Jimân                                                  | La tana del Jiman                          |
| 52     | 52     | Drôles de samouraïs                                               | Samurai nei guai                           |